# Македонски студентски лист
„Македонски студентски лист“ е български комунистически вестник, орган на Македонската народна студентска група на емигранти от Македония. Редактор е Д. Петков, но фактически редактори са Коста Веселинов, Васил Хаджикимов, Михаил Сматракалев, Коста Николов. Печата се в печатница „Игнатов“ и в печатниците „Съгласие“ и „Родопи“.
Вестникът се обявява за „орган на прогресивните македонски студенти в България“ и е за образуване на Общ македонски народен студентски съюз. Обявява се за Независима Македония в Балканска федерация на свободните републики. На практика вестникът е неофициален орган на ВМРО (обединена) и е забранен след шестия му брой. Продължава съществуването си като вестник „Македонска студентска трибуна“.